# Nina Berton
Nina Berton (* 3. August 2001 in Kehlen) ist eine luxemburgische Radrennfahrerin.

## Sportlicher Werdegang
Erstmals trat Berton international in Erscheinung, als sie ihr Land bei den Olympischen Jugend-Sommerspielen 2018 in Buenos Aires vertrat. In den folgenden Jahren nahm sie regelmäßig an Welt- und Europameisterschaften teil. Auf nationaler Ebene gewann sie mehrfach in ihrer Altersklasse die nationalen Titel und weitere Medaillen im Straßenrennen und Einzelzeitfahren, im MTB Cross-Country sowie im Cyclocross.
Zur Saison 2021 wurde Berton Mitglied im damaligen luxemburgischen UCI Women’s Continental Team Andy Schleck-CP NVST-Immo Losch, bei dem sie in den zwei Jahren im Team ohne nennenswerte Ergebnisse blieb. Zur Saison 2023 wechselte sie zum deutschen Ceratizit-WNT Pro Cycling Team, bei dem sie ein professionelleres Umfeld für den Sport vorfand. In ihrer ersten Saison gewann sie jeweils die Bergwertung zweier kleinerer Rundfahrten. Zudem wurde sie für die Tour de France Femmes nominiert, die sie als 83. der Gesamtwertung beendete. 2024 erzielte sie international nur beim heimischen Festival Elsy Jacobs eine Top-10-Platzierung.
Zur Saison 2025 wechselte Berton zum neu als UCI Women’s ProTeam lizenzierten Team EF-Oatly-Cannondale.

## Erfolge
2018
- Luxemburgische Meisterin – Straßenrennen und Einzelzeitfahren (Junioren)

2019
- Luxemburgische Meisterin – Straßenrennen und Einzelzeitfahren (Junioren)

2020
- Luxemburgische Meisterin – MTB Cross-Country (U23)
- Luxemburgische Meisterin – Cyclocross (U23)

2021
- Luxemburgische Meisterin – Straßenrennen und Einzelzeitfahren (U23)
- Luxemburgische Meisterin – MTB Cross-Country (U23)

2022
- Luxemburgische Meisterin – Straßenrennen und Einzelzeitfahren (U23)

2023
- Luxemburgische Meisterin – Einzelzeitfahren (U23)
- Bergwertung Tour de Normandie Féminin
- Bergwertung Festival Elsy Jacobs